# ميشوفين
ميشوفين (بالألمانية: Maishofen) هي بلدية في منطقة زيلامسي بولاية زالتسبورغ، النمسا.